# قرية غوفرنر (نيويورك)
قرية غوفرنر (بالإنجليزية: Gouverneur (village), New York)‏ هي منطقة سكنية تقع في الولايات المتحدة في مقاطعة سانت لورنس، نيويورك. يقدر عدد سكانها بـ 3,948 نسمة ومساحتها 5.7 كم2 وترتفع عن سطح البحر 134 متر.

## التركيبة السكانية
حدّد مكتب تعداد الولايات المتحدة بيانات التركيبة السكانية لقرية غوفرنر في تعداد الولايات المتحدة. في ما يلي، التركيبة السكانية حسب تعدادي 2000 و2010.

### تعداد عام 2000
بلغ عدد سكان قرية غوفرنر 4,263 نسمة بحسب تعداد عام 2000، وبلغ عدد الأسر 1,667 أسرة وعدد العائلات 1,093 عائلة مقيمة في القرية. في حين سجلت الكثافة السكانية 747.9 نسمة لكل كيلومتر مربع (1,937.1/ميل2). وبلغ عدد الوحدات السكنية 1,815 وحدة بمتوسط كثافة قدره 318.4 لكل كيلومتر مربع (824.7/ميل2).
وتوزع التركيب العرقي للقرية بنسبة 94.39% من البيض و1.78% من الأمريكيين الأفارقة و0.38% من الأمريكيين الأصليين و0.40% من الأمريكيين ذوي الأصول الآسيوية و0.23% من سكان جزر المحيط الهادئ و1.06% من الأعراق الأخرى و1.76% من عرقين مختلطين أو أكثر و2.28% من الهسبانيون أو اللاتينيون من أي عرق.
بلغ عدد الأسر 1,667 أسرة كانت نسبة 39.4% منها لديها أطفال تحت سن الثامنة عشر تعيش معهم، وبلغت نسبة الأزواج القاطنين مع بعضهم البعض 47.6% من أصل المجموع الكلي للأسر، ونسبة 13.9% من الأسر كان لديها معيلات من الإناث دون وجود شريك، بينما كانت نسبة 4.1% من الأسر لديها معيلون من الذكور دون وجود شريكة وكانت نسبة 34.4% من غير العائلات. تألفت نسبة 29.2% من أصل جميع الأسر من عدة أفراد يعيشون في نفس المنزل ونسبة 15.2% كانت تتألف من شخص يعيش بمفرده يبلغ من العمر 65 عاماً أو أكثر. وبلغ متوسط حجم الأسرة المعيشية 2.52، أما متوسط حجم العائلات فبلغ 3.09.
بلغ العمر الوسطي للسكان 32.8 عاماً. وكانت نسبة 29.8% من القاطنين تحت سن الثامنة عشر، وكانت نسبة 9.5% بين الثامنة عشر والرابعة والعشرين عاماً، ونسبة 27% كانت واقعةً في الفئة العمرية ما بين الخامسة والعشرين والرابعة والأربعين عاماً، ونسبة 19.5% كانت ما بين الخامسة والأربعين والرابعة والستين، ونسبة 12.8% كانت ضمن فئة الخامسة والستين عاماً فما فوق. يوجد لكل 100 أنثى 91.4 ذكر، ويوجد لكل 100 أنثى في الثامنة عشر من عمرها فما فوق 83.8 ذكر.
بلغ متوسط دخل الأسرة في القرية 25,174 دولارًا، أما متوسط دخل العائلة فبلغ 29,192 دولارًا. وكان متوسط دخل الذكور 31,768 دولارًا مقابل 20,064 دولارًا للإناث. وسجل دخل الفرد الخاص بالقرية 12,482 دولارًا. وكانت نسبة 17.6% من العائلات ونسبة 18.3% من السكان تحت خط الفقر، وكان من هؤلاء نسبة 22.6% تحت سن الثامنة عشر ونسبة 10.2% في الخامسة والستين من العمر وما فوق.

### تعداد عام 2010
بلغ عدد سكان قرية غوفرنر 3,949 نسمة بحسب تعداد عام 2010، وبلغ عدد الأسر 1,635 أسرة وعدد العائلات 987 عائلة مقيمة في القرية. في حين سجلت الكثافة السكانية 692.8 نسمة لكل كيلومتر مربع (1,794.3/ميل2). وبلغ عدد الوحدات السكنية 1,832 وحدة بمتوسط كثافة قدره 321.4 لكل كيلومتر مربع (832.4/ميل2).
وتوزع التركيب العرقي للقرية بنسبة 95.32% من البيض و1.11% من الأمريكيين الأفارقة و0.46% من الأمريكيين الأصليين و0.79% من الأمريكيين ذوي الأصول الآسيوية و0.10% من سكان جزر المحيط الهادئ و0.30% من الأعراق الأخرى و1.92% من عرقين مختلطين أو أكثر و2.20% من الهسبانيون أو اللاتينيون من أي عرق.
بلغ عدد الأسر 1,635 أسرة كانت نسبة 32.5% منها لديها أطفال تحت سن الثامنة عشر تعيش معهم، وبلغت نسبة الأزواج القاطنين مع بعضهم البعض 41.6% من أصل المجموع الكلي للأسر، ونسبة 13.5% من الأسر كان لديها معيلات من الإناث دون وجود شريك، بينما كانت نسبة 5.3% من الأسر لديها معيلون من الذكور دون وجود شريكة وكانت نسبة 39.6% من غير العائلات. تألفت نسبة 32.7% من أصل جميع الأسر من عدة أفراد يعيشون في نفس المنزل ونسبة 13.8% كانت تتألف من شخص يعيش بمفرده يبلغ من العمر 65 عاماً أو أكثر. وبلغ متوسط حجم الأسرة المعيشية 2.38، أما متوسط حجم العائلات فبلغ 3.03.
بلغ العمر الوسطي للسكان 35.9 عاماً. وكانت نسبة 24.9% من القاطنين تحت سن الثامنة عشر، وكانت نسبة 11.5% بين الثامنة عشر والرابعة والعشرين عاماً، ونسبة 25.4% كانت واقعةً في الفئة العمرية ما بين الخامسة والعشرين والرابعة والأربعين عاماً، ونسبة 24.5% كانت ما بين الخامسة والأربعين والرابعة والستين، ونسبة 13.6% كانت ضمن فئة الخامسة والستين عاماً فما فوق. وتوزع التركيب الجنسي للسكان بنسبة 48.4% ذكور و51.6% إناث.